# Dusty Johnson
Dustin M. Johnson (Pierre, Dakota del Sur, 30 de septiembre de 1976) es un político estadounidense que se desempeña como representante de los Estados Unidos por el distrito congresional at-large de Dakota del Sur desde 2019. Entre 2011 y 2014 fue jefe de gabinete del gobernador de Dakota del Sur, Dennis Daugaard.

## Biografía

### Educación y carrera
Se graduó de la Universidad de Dakota del Sur con una licenciatura en ciencias políticas; y de la Universidad de Kansas.

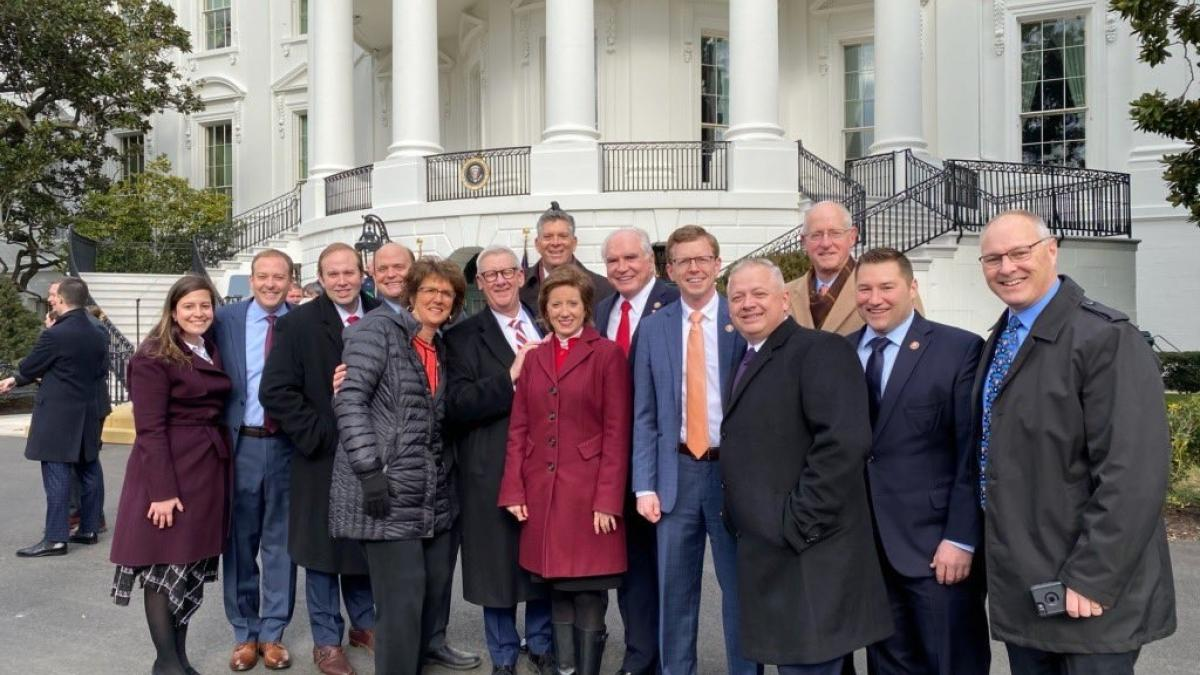
Dusty Johnson y los miembros de la USMCA.

Formó parte de la Comisión de Servicios Públicos de Dakota del Sur; y en 2010, fue elegido por el gobernador Dennis Daugaard como su jefe de gabinete. Luego de servir en el ámbito público, se incorporó a Vantage Point Solutions, una empresa de consultoría e ingeniería de telecomunicaciones en Mitchell, de la cual fue su vicepresidente.
Se desempeñó como presidente de Abbott House, una organización que asiste a niños maltratados y abandonados.
Desde 2019 representa al distrito congresional at-large de Dakota del Sur en la Cámara de Representantes de los Estados Unidos, habiendo ganado las elecciones en 2018 y, posteriormente, en 2020. El 7 de junio de 2022, derrotó al republicano Taffy Howard en las primarias de dicho partido, avanzando a la elección general en noviembre. El Partido Demócrata no ha nominado a ninguna persona para enfrentarse a Johnson, en cambio, el Partido Libertario ha nombrado a Collin Duprel como su candidato.
Fue uno de los 14 republicanos que, junto a los demócratas, votaron para anular el veto del presidente Donald Trump a una medida que revocaba la declaración de emergencia nacional de este en la frontera sur.
En una votación para destituir a Liz Cheney de la presidencia de la Conferencia Republicana de la Cámara, Johnson, fue uno de los pocos republicanos que votaron en contra, pero con una mayoría simple votando a favor, fue destituida de todas formas.
En la Cámara, forma parte de los comités de Agricultura y Transporte e Infraestructura de la Cámara.

### Vida personal
Actualmente reside en Mitchell con su esposa Jacquelyn Johnson, de soltera Dice, con quien tiene tres hijos.